# Phraortes moganshanensis
Phraortes moganshanensis är en insektsart som beskrevs av Chen, S.C. och Yun He He 1991. Phraortes moganshanensis ingår i släktet Phraortes och familjen Phasmatidae. Inga underarter finns listade i Catalogue of Life.